# Rivington
Rivington är en by och en civil parish i Chorley i Lancashire i England. Orten har 109 invånare (2011).